# Rolf Berthold
Rolf Berthold (* 4. August 1938 in Chemnitz; † 3. Dezember 2018 in Berlin) war ein Diplomat der Deutschen Demokratischen Republik (DDR). Er war Botschafter der DDR in der Volksrepublik China.

## Leben
Nach dem Studium am Institut für Internationale Beziehungen in Peking 1956 bis 1961 und an der Akademie für Staats- und Rechtswissenschaften der DDR in Potsdam-Babelsberg war er ab 1962 im Ministerium für Auswärtige Angelegenheiten der DDR tätig, zunächst als Sektionsleiter China und Sektionsleiter Vietnam, dann als Leiter der Abteilung Ferner Osten. Er war Anfang der 1970er Jahre Geschäftsträger a. i. der Botschaft der DDR in Vietnam und dann stellvertretender Abteilungsleiter im Ministerium für Auswärtige Angelegenheiten. Von 1982 bis 1990 war er Botschafter der DDR in der Volksrepublik China. Beim Tian’anmen-Massaker 1989 in Peking war er Augenzeuge.
Nach der Wende und friedlichen Revolution in der DDR begleitete Berthold Reisegruppen, hielt Vorträge und schrieb Beiträge für Die Rote Fahne, das „Zentralorgan der Kommunistischen Partei Deutschlands“. Berthold war seit 2005 Vorsitzender des Fördervereins, der die Monatszeitschrift RotFuchs herausgibt, und publizierte dort auch. In öffentlichen Veranstaltungen referierte er über seine Tätigkeit als China-Botschafter sowie über Entwicklungen in dem Land. Rolf Berthold lebte in Berlin.
1973 wurde ihm der Vaterländische Verdienstorden in Bronze und 1988 in Silber verliehen.

## Veröffentlichungen
- China 2003. Auf dem Weg zum Sozialismus. Neue Impulse Verlag, Essen 2003, ISBN 3-910080-43-X
- Viertgrößte Volkswirtschaft der Welt setzt steilen Anstieg fort. Vor dem XVII. Parteitag der KP Chinas. (in: RotFuchs, Ausgabe Juni 2007)
- Zur Theorie und Praxis der KP Chinas auf dem sozialistischen Weg. Nachdenken aus heutiger Sicht. (RotFuchs-Extra, Ausgabe Juli 2007)
- (Übers.): Wie man in China den „demokratischen Sozialismus“ sieht. Prinzipielle Unterschiede. (in: RotFuchs, Ausgabe September 2007)
- Was brachte der XVII. Parteitag der KP Chinas? (in: RotFuchs, Ausgabe Januar 2008)
- (Übers.): Aus dem Bericht des ZK der KP Chinas an den XVII. Parteitag. Ziele und Probleme. (in: RotFuchs, Ausgabe Februar 2008)
- Chinas Erfolge seit Deng. (in: junge Welt, Ausgabe vom 22. Dezember 2008)
- Chinas Weg. 60 Jahre Volksrepublik. Verlag Wiljo Heinen, Berlin 2009, ISBN 978-3-939828-46-4
- Wissenswertes zu Tibet. Über Vergangenheit und Gegenwart des Autonomen Gebiets der Volksrepublik China. (in: RotFuchs-Extra, Ausgabe April 2009)
- Herzliche Glückwünsche zum 60. Jahrestag der Gründung der VR China. (in: Die Rote Fahne, Ausgabe Oktober 2009)
- Aus dem Bericht des Vorstandes des RotFuchs-Fördervereins auf der 5. Mitgliederversammlung, gehalten von Rolf Berthold, Vorsitzender. (in: Die Rote Fahne, Ausgabe Dezember 2009)